# Harrsjön (Bodsjö socken, Jämtland)
Harrsjön är en sjö i Bräcke kommun och Ånge kommun i Jämtland och ingår i Ljungans huvudavrinningsområde. Sjön är 16,2 meter djup, har en yta på 2,55 kvadratkilometer och är belägen 395 meter över havet. Sjön avvattnas av vattendraget Kvarnån (Harrsjöån).

## Delavrinningsområde
Harrsjön ingår i det delavrinningsområde (694193-146133) som SMHI kallar för Utloppet av Harrsjön. Medelhöjden är 432 meter över havet och ytan är 21,38 kvadratkilometer. Räknas de 8 avrinningsområdena uppströms in blir den ackumulerade arean 41,83 kvadratkilometer. Kvarnån (Harrsjöån) som avvattnar avrinningsområdet har biflödesordning 2, vilket innebär att vattnet flödar genom totalt 2 vattendrag innan det når havet efter 163 kilometer. Avrinningsområdet består mestadels av skog (73 procent). Avrinningsområdet har 2,6 kvadratkilometer vattenytor vilket ger det en sjöprocent på 12,2 procent.